# Сефариал
Уолтер Горн Олд (англ. Walter Gorn Old, 20 марта 1864, Хармондсворт, Бирмингем, Англия — 23 декабря 1929, Хов, Англия), более известный под именем Сефариал (англ. Sepharial) — английский астролог, теософ и писатель.

## Биография
Родился в Хармондсворте, Англия. Обучался в школе короля Эдуарда (King Edward's School) в Бирмингеме. С детства изучал каббалу и астрологию, а в более зрелом возрасте — востоковедение и различные древние языки, в том числе коптский, ассирийский, санскрит и китайский. 
С 1889 года жил в Лондоне. Присоединился к Теософскому обществу, где был принят в Эзотерическую секцию, то есть внутреннюю группу, ближайшую к Елене Блаватской. Дружил с астрологом Аланом Лео, которого «ввёл в теософию». Сам Сефариал покинул Теософское общество после смерти Блаватской.
В 1890-е начал писательскую карьеру. Написал ряд книг по астрологии. Некоторые из его работ оставались популярными на протяжении всего XX века. Также писал книги по оккультизму, нацеливаясь на неискушённых читателей
Разрабатывал систему астрологического прогнозирования ситуации на фондовом рынке. Финансовой астрологии посвящены его работы «The Arcana Or Stock And Share Key» и «The Law of Values: An Exposition of the Primary Causes of Stock and Share Fluctuations». Успешно продавал прогнозы для фьючерсов, а наибольший доход получал от продажи астрологических предсказаний результатов конных скачек.
Умер 23 декабря 1929 года в Хове, Англия.

## Выборочная библиография
На русском языке
- Сефариал. Астрология: Как составить и истолковать свой собственный гороскоп. / Пер. с англ. под ред. А. В. Трояновского. — СПб.: Типография А. А. Наумова «Печатный Труд», 1912. — 136 с.

На английском языке
- Sepharial «New Dictionary of Astrology», переиздан Arco, New York в 1964
- Sepharial «The New Manual of Astrology» (4 тома)
- Sepharial «Astrology Explained»
- Sepharial «The Book Of The Simple Way», 1904. (перевод на английский с китайского «Дао дэ цзин» Лао-цзы).
- Sepharial «The Kabala of Numbers», 1913. Modern edition: ISBN 1-59605-404-2
- Sepharial «The Silver Key»
- Sepharial «Cosmic Symbolism»
- Sepharial «Eclipses: Astronomically and Astrologically Considered and Explained»
- Sepharial «Science of Foreknowledge»
- Sepharial and Charubel: «Degrees of the Zodiac Symbolised»
- Sepharial «A Manual of Occultism» (перевод введения на русский язык)
- Sepharial «Astrology: How To Make Your Own Horoscope», R. F. Fenno & Company, New York (N.D.) 126 pages w/ illustrations
- Sepharial «The Arcana Or Stock And Share Key», Kessinger Publishing ISBN 0-7661-9326-8
- Sepharial «The Law of Values: An Exposition of the Primary Causes of Stock and Share Fluctuations», Cosimo Classics, 56 Pages ISBN 1-60206-108-4
- Sepharial «The Theory of Geodetic Equivalents»